# 查爾瓦科查湖 (瓦里區)
9°22′2.5″S 77°17′10.8″W / 9.367361°S 77.286333°W
查爾瓦科查湖（Chalhuacocha），是秘魯的湖泊，位於該國北部安卡什大區，由瓦里省的瓦里區負責管轄，處於欽切山東北面，面積0.15平方公里，海拔高度4,223米。